# 窃衣
窃衣（学名：Torilis scabra）是伞形科窃衣属的植物。分布于中国及日本，并引种至北美。

## 形态
- 伞辐2-4。

- 果实长圆形。

- 果实有3-6个具钩、较长且颇张开的皮刺

## 名称由来
窃衣又名蘮蒘（jì rú）。《尔雅·释草》：“蘮蒘，窃衣。”郭璞注：“似芹，可食。子大如麦，两两相合。有毛，著人衣。”謂人經过时衣服会被毛勾住附著在上，好像偷人衣服。